# Verbruch

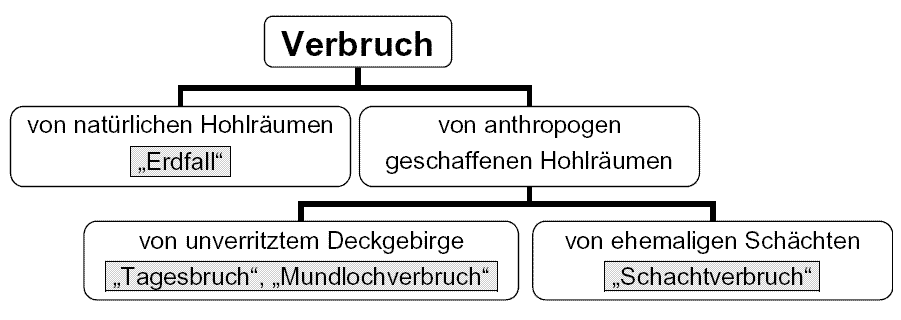
Definition des Verbruch-Begriffs

Als Verbruch bezeichnet man in der Geologie das schrittweise erfolgende Hocharbeiten eines Hohlraum-Volumens in Richtung der Erdoberfläche. Verbrüche sind verbunden mit einem Massendefizit im Untergrund. Verbrüche können über bzw. in verschiedenen Hohlräumen auftreten.

## Grundlagen
Unterirdische Hohlräume sind nur selten stabil, in den meisten Fällen bricht das Gewölbe über einem Hohlraum nach, bis sich ein relativ stabiles und tragendes Gewölbe ausgebildet hat. Dabei kann das Deckgebirge entweder plötzlich oder auch allmählich einbrechen. Aber auch dann, wenn sich ein relativ stabiler Zustand des Gewölbes eingestellt hat, kann durch Erschütterung oder Durchfeuchtung das restliche Deckgebirge nachbrechen. Dabei wird der freie Raum teilweise oder vollständig durch die nachbrechenden Massen verfüllt. Eine teilweise erfolgte Verfüllung bezeichnet man als Teilverbruch und eine vollständige Verfüllung als Vollverbruch. Dieser Verbruchsprozess findet in einem fast senkrechten Bruchschlot statt. Der Schlot kann sich kaminartig oder domartig nach oben hocharbeiten. Eine wesentliche Voraussetzung für einen Verbruch ist der Auflockerungsgrad des Gebirges; dieser nimmt zu, je geringer der Abstand zur Erdoberfläche ist. Durch den höheren Auflockerungsgrad des Gebirges an der Erdoberfläche wird auch die Bewegung des Hohlraumes in Richtung Erdoberfläche beschleunigt.

## Einflussfaktoren
Verbruchsereignisse sind von vielen, oftmals nicht messbaren, Faktoren abhängig. Einfluss auf ein Verbruchsereignis haben neben der Geologie des Deckgebirges und den Grundwasserständen auch die Witterungsverhältnisse. All diese Faktoren und ihr Zusammenspiel erschweren eine genaue Vorhersage über ein Verbruchsereignis. Begünstigt werden Verbruchsprozesse durch größere unterirdische Hohlräume, wie sie z. B. im Untertagebergbau bei Streckenkreuzungen oder im Abbau vorkommen. In Deckgebirgen mit schwachbindigen Lockergesteinen werden die Verbruchsprozesse verstärkt. Das anstehende Gestein hat einen wesentlichen Einfluss auf die Hochbruchgeschwindigkeit, sie ändert sich bei geschichtetem Gestein mit jeder Schicht. Dabei ist die Kohäsion der Gesteinsschichten der wichtigste Einflussfaktor für die Hochbruchgeschwindigkeit. Je höher die Kohäsion der Gesteinsschichten ist, desto geringer ist die Hochbruchgeschwindigkeit. Bei homogenen Gesteinsschichten können Nachbrüche schubartig stattfinden, Grund hierfür sind zeitlich voneinander abhängige Spannungsumlagerungen im Gestein.

## Prozessende
Wie ein Verbruchsprozess endet, ist überwiegend von der Mächtigkeit und der Beschaffenheit des Deckgebirges abhängig. Bei geringmächtigem Deckgebirge wird sich ein Verbruch bis zur Tagesoberfläche hocharbeiten. Übersteigt das Volumen des verbrochenen Materials das Fassungsvermögen des Hohlraums, so wird der Verbruch gestoppt. Grund hierfür ist, dass die Versturzmasse ein wesentlich größeres Volumen hat als das unverstürzte Gebirge. Der Hochbruchsprozess kann auch unter Schichten mit hoher Kohäsion zum Stillstand kommen. Ab einer bestimmten Mächtigkeit des Deckgebirges, der Grenzdeckgebirgsmächtigkeit Hmax, ist ein Hocharbeiten des Verbruchsprozesses bis zur Tagesoberfläche theoretisch ausgeschlossen. Der Verbruch läuft sich somit im Deckgebirge tot. Die Grenzdeckgebirgsmächtigkeit wird wesentlich vom Schüttungswinkel des Deckgebirges und der Hohlraumhöhe des primären Hohlraumes bestimmt. Der Schüttungswinkel des Deckgebirges wird von der Art des Deckgebirges, von den Wasserverhältnissen und von der Wasserlöslichkeit des Deckgebirges bestimmt. Allerdings befinden sich die Winkel von Verbruchsböschungen in einem labilen Zustand, sodass eine genaue Berechnung des Verbruchsprozesses nur schwer möglich ist.

## Verschiedene Verbrüche
Verbrüche werden unterteilt in natürlich entstandene und durch menschliche Einwirkung entstandene Verbrüche. Mit dem Begriff „Erdfall“ wird ein über natürlichen Hohlräumen (z. B. Karst) gefallener Verbruch bezeichnet. Über anthropogen hergestellten Hohlräumen entstandene Verbrüche werden in Tagesbrüche und Schachtverbrüche aufgegliedert. Grund hierfür sind die geomechanischen Verschiedenheiten des Bruchvorganges. Schachtverbrüche sind durch ein mehr oder weniger plötzliches Abgehen der Schachtfüllung inklusive ggf. vorhandener Einbauten charakterisiert. Tagesbrüche zeichnen sich in der Regel durch keinen derart vorgezeichneten Bruchschlot aus. Alle diese Verbrüche verursachen in der Regel hohe Kosten und können je nach Gegend, in der sie auftreten, sogar Verluste an Menschenleben verursachen.